# Сражение при Хольме
Сражение при Хо́льме (битва при Холме; англ. Battle of the Holme) состоялось 13 декабря 902 года в Восточной Англии. В ней сражались англосаксы из Уэссекса и Кента против викингов из Денло и Восточной Англии. Место битвы неизвестно, но возможно она произошла на месте современной деревни Холм, Кембриджшир.

## Предыстория
После смерти короля Уэссекса Альфреда Великого в 899 году королём стал его сын Эдуард Старший, но на трон претендовал его двоюродный брат Этельвольд Этелинг, сын старшего брата Альфреда, короля Этельреда. Но он не смог занять трон и бежал к датчанам, захватившие Нортумбрию, которые, согласно одной из версий англосаксонских хроник, признали его королём.
В 902 году Этельвольд прибыл с флотом в Эссекс, а в следующем году убедил датчан из Восточной Англии атаковать Мерсию и северный Уэссекс. Эдуард в ответ атаковал Восточную Англию, и датская армия была вынуждена вернуться, чтобы защищать свою территорию. Затем Эдуард отступил, но люди Кента не подчинились приказу отступить и встретили датчан в битве при Холме.

## Битва
Ход битвы неизвестен, но датчане, похоже, победили, поскольку, согласно англосаксонским хроникам, они «сохранили место бойни». Однако они понесли тяжёлые потери, в битве погибли Этельвольд, Эохрик, сын этелинга Беорнота Брихсиге и два холда Исопа и Оскетель. Таким образом, битва положила конец восстанию Этельвольда. Потери Кента включали Сигехельма, отца Эдгивы Кентской. Западно-саксонский летописец, который дал наиболее полный отчёт о битве, старался объяснить, почему Эдуард и остальные англичане не присутствовали на битве, как будто это было предметом критики.